# Fritz Osswald
Pour les articles homonymes, voir Osswald.
Fritz Osswald (23 juin 1878 – 24 août 1966) est un peintre postimpressionniste, membre de la Sécession de Munich et de la colonie d'artistes de Darmstadt.

## Biographie
Fritz Osswald naît à Hottingen (Zurich) en 1878. Fils du sculpteur Albert Osswald, il passe son enfance entre Zurich et Winterthour, où il fréquente l'école primaire, puis un collège de la Suisse romande. Il s'inscrit dans les écoles d'arts plastiques de Zurich et Munich. En 1897, Osswald fréquente les cours de Wilhelm von Diez et Nikolaos Gysis à l'Académie des beaux-arts de Munich. À partir de 1904, il participe aux expositions de la Sécession de Munich. Il vend ses premières toiles.

Apprécié par la critique, Fritz Osswald se marie en 1907 avec Elsbeth Leopold. Elle mettra au monde Agnes Hildegard, surnommée Hilla, en mai 1908.
L'artiste voyage (Italie, Autriche, Pays-Bas, Mer du Nord). En 1913,  le grand-duc Ernst Ludwig l'invite à rejoindre la colonie d'artistes de Darmstadt, berceau et bastion du Jugendstil.
L'artiste décore les salons de la haute bourgeoisie, dispose d'un atelier dans la Mathildenhöhe, peint des vues urbaines, des usines sur le Rhin, des pots de fleurs et de grands paysages d'hiver ; ses tableaux sont  vendus par les grandes galeries de Munich, Berlin, Hambourg, Stuttgart, Dresde.

Quand la Grande Guerre éclate, Osswald est rappelé en Suisse, puis libéré de ses obligations militaires ayant l'âge de 37 ans ; il rentre à Darmstadt, comme Professeur d'art. Il quitte la colonie en 1919, vit près de Zurich jusqu'en 1922, achète la grande maison de Starnberg (Bavière), y vit avec sa famille et y peint jusqu'à sa mort, le 24 août 1966.

## Activité
« Je sais qu'en hiver, derrière l'Hofgarten, dans le parc de Nymphenburg ou quelque part dans les alentours de Munich, les mains gantées d'épaisses mitaines, il peint, notamment dans les journées glaciales, et il a fait du paysage hivernal, du symbole de notre existence qui devient l'allégorie de la vie qui se fane sous le soleil et le givre, un domaine de son art. »

(Extrait de l'article du critique d'art Georg Biermann dans le magazine Velhagen & Klasings Monatshefte, 1909)

Peintre postimpressionniste, Fritz Osswald peint quantité de paysages d'hiver, de scènes enneigées en milieu urbain, de natures mortes. Il poursuit une intense collaboration avec les principaux marchands d'art tels qu'Ernst Arnold et les galeries Heinemann, Thannhauser et Brakl. Il a un succès autant commercial que chez les critiques jusqu'au milieu des années 1930.

En 2016, pour le cinquantenaire de sa mort, l'association culturelle « L'école des Italiens - Museo Immaginario » et la Fondazione Poscio réalisent l'exposition « Fritz Osswald - Il senso della neve » (Le sens de la neige) à Domodossola (Italie),. Elle comprend environ 70 tableaux.
Les éditeurs d'art Umberto Allemandi & C. et Mme Webb publient un catalogue en italien, allemand et anglais. L'exposition « Fritz Osswald - Il senso della neve » a lieu également du 1er juillet au 8 octobre 2017 près du Palazzo Assessorile de Cles (Province autonome de Trente, Italie).

Les œuvres du peintre suisse sont exposées près du Hessisches Landesmuseum de Darmstadt, du Museum Starnberger See et de la Fundaziun Capauliana de Coire (Grisons, Suisse).

## Expositions
- 1904 Munich (Sécession)
- 1905 Zurich (Künstlerhaus)
- 1906 Munich (Palais des glaces)
- 1906 Zurich (Exposition nationale d'art suisse)
- 1909 Le Locle (Société Suisse des Beaux Arts)[14]
- 1910 Dresde (galerie Ernst Arnold)
- 1910-1929-1936 Munich (Galerie Heinemann[15],[16])
- 1921 Zurich (Kunsthaus)
- 1922 Munich (galeries Thannhauser[17] et Brakl)
- 1936 Munich (Stadtgalerie)
- 1952-1954-1956 Munich (Haus der Kunst)
- 1977 Darmstadt (Hessisches Landesmuseum, Mathildenhöhe)
- 1979 Fürstenfeldbruck (Klostergalerie)
- 2006 Starnberg (Kreissparkasse et Stadtgalerie)
- 2013 Domodossola (L'école des Italiens - Museo Immaginario[18])
- 2016 Domodossola (musée Casa de Rodis[19],[20])
- 2016 Domodossola (L'école des Italiens - Museo Immaginario)
- 2017 Cles (Palazzo Assessorile)[21]

## Œuvres
- Bach (bei Mittenwald) (Torrent près de Mittenwald)[22]
- Blick vom Schneefernerhaus auf der Zugspitze (La Zugspitze vue de la Schneefernerhaus)
- Blick von Braunwald gegen Hausstock (Le Hausstock vu de Braunwald)
- Bovalhütte (La cabane de Boval)
- Die Giumels von Preda (Les jumeaux vus de Preda)
- Engadin im Winter (Engadine en hiver)
- Garmisch-Partenkirchen (Garmisch-Partenkirchen)
- Kleine Tannen (Petits sapins)
- Matterhorn (Cervin)
- Murnau (Murnau)
- Piz Bernina und Piz Roseg (Piz Bernina et Piz Roseg)
- Piz San Jon, 1917
- Porträt einer alten Frau in Tracht, 1905 (Portrait de vieille dame en costume)
- Schloss Tarasp (Château de Tarasp)
- Sellahaus mit Sassolungo (Hospice du Col Sella avec Sassolungo)
- Starnbergersee (Lac de Starnberg)
- St. Christoph am Arlberg
- Tauwetter, 1910 (Dégel)
- Verschneite Parkanlage (Parc enneigé)
- Matterhorn (Cervin)
- Winterliche Flusslandschaft mit Birken (Paysage fluvial d'hiver avec bouleaux)
- Zugspitze, 1916